# Аям Кемани
Аям кемани е рядка порода кокошка от Индонезия. При тази порода има доминиращ ген, който причинява хиперпигментация (фибромеланоза), което прави птицата предимно черна, включително пера, клюн и вътрешни органи. Петлите от породата кемани са много популярни птици за боеве с петли в Бали, защото техните бедра имат много повече мускули в сравнение с други петли, което ги прави много по-бързи.

## Етимология
На индонезийски: Ayam означава „пиле“, а на явански: cemani (от явански) означава „изцяло черно“ (до костите).
Като чиста индонезийска порода породата произхожда от остров Ява, Индонезия, и вероятно е била използвана от XII век насам за религиозни и мистични цели.
Породата е описана от холандски колониални заселници. В момента тази порода кокошки се отглежда в Холандия, Белгия, Германия, Словакия, Швеция, Италия и Чехия. Аям кемани може да е била донесена в Европа от холандски моряци.
Конгоанско-белгийският филантроп Жан Киала-Инкиси поддържа най-голямата колекция в Африка с 250 размножаващи се двойки. Те се съхраняват в програма за развъждане от Асоциацията на африканските декоративни развъдчици (AOBA) в Кения и Демократична република Конго.

## Описание
Човките, езиците, гребените и обичките изглеждат черни и дори месото, костите и органите им са черни или сиви. Кръвта им е нормално оцветена.  Черният цвят на птиците възниква в резултат на прекомерна пигментация на тъканите, причинена от генетично заболяване, известно като фибромеланоза. Фибромеланозата се среща и при някои други породи кокошки с черна или синя кожа като например силки.
Петлите тежат 2 – 2,5 kg, а кокошките 1,5 – 2 kg. Кокошките снасят оцветени или кремави яйца, въпреки че са лоши носачки и рядко излюпват собствено люпило. Яйцата тежат средно 45 g.